# Jack-Daniel’s-Höhle
Die Jack-Daniel’s-Höhle ist eine Höhle im Tennengebirge nordöstlich des Bleikogels, in der Nähe der Laufener Hütte, unweit der Abbrüche der Langwand.

## Beschreibung
Der Höhleneingang liegt auf einer Seehöhe von 2111 Metern. Derzeit misst die bekannte Länge der Höhle 10.135 Meter, die Höhendifferenz beträgt 748 Meter. Die Höhle gabelt sich in ungefähr 200 Metern Tiefe. Der Ostteil endet in 615 Metern Tiefe an einer unpassierbaren Spalte, der Südteil verzweigt sich und bricht in Schächte ab.
Die Jack-Daniel’s Höhle wurde im Jahre 2003 von den beiden polnischen Höhlenforschern Jacek „Jack“ Wiśniowski und Daniel Oleksy entdeckt und wurde nach ihren Entdeckern benannt. Die Erforschung der Höhle wird hauptsächlich von Mitgliedern des polnischen „Speleoklub Bobry“ betrieben.
Am 14. August 2014 verunglückte ein polnischer Höhlenforscher in circa 250 Metern Tiefe. Nach zwei Tagen konnte ein mehr als hundertköpfiges Team ihn erfolgreich retten.